# Isla Nepean
Isla Nepean (en inglés: Nepean Island) es una pequeña isla deshabitada situada en las coordenadas geográficas 29°04′S 167°57′E / -29.067, 167.950, cerca de
1 km al sur de un campo de golf en la isla de Norfolk, en el suroeste del Pacífico. Fue nombrada Nepean en 1788 por el teniente Philip Gidley King en honor de Evan Nepean, Subsecretario del Departamento del Interior del Reino Unido. Es parte del territorio australiano de la Isla Norfolk, y está incluida en el Parque Nacional Isla Norfolk, igual que la Isla Phillip, y un 10 por ciento de la Isla Norfolk propiamente dicha. La isla está hecha de roca caliza que data del Pleistoceno tardío y es un lugar de reproducción de varias especies de aves marinas.